# Esclavitud en la Antigua Roma

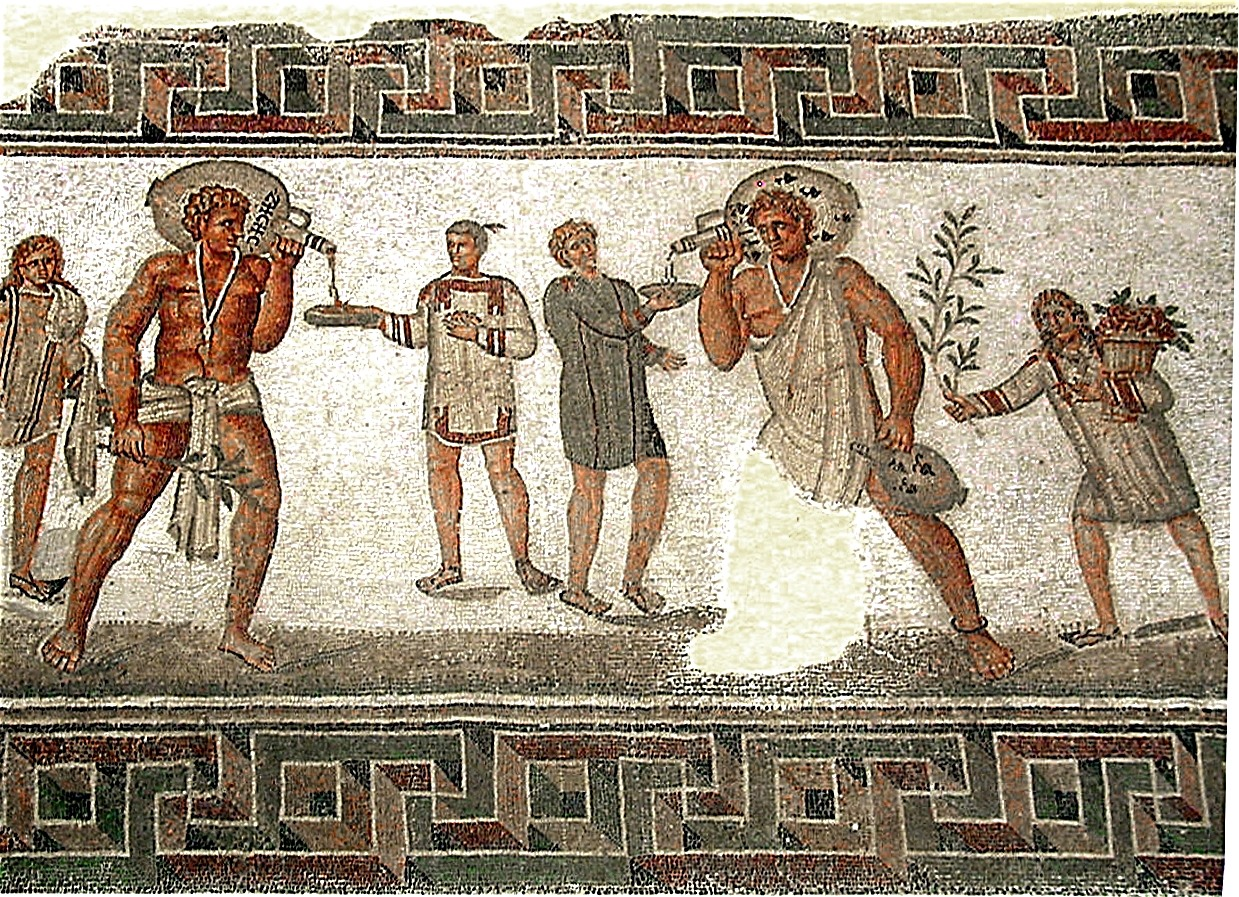
Mosaico de mediados del con imágenes de esclavos de Dougga, Túnez. Los dos esclavos que llevan jarras de vino usan ropa típica de esclavos y un amuleto en contra del mal de ojo en un collar. El joven esclavo de la izquierda lleva el agua y toallas, y el de la derecha una rama y una cesta de flores.

La esclavitud en la Antigua Roma constituía una de las características de esa sociedad. A lo largo de toda la historia del Imperio romano y su dominio sobre el Mediterráneo, Europa, África y Asia, la sociedad romana fue esencialmente esclavista, y tanto su economía como su estructura social se basaba en un sistema de clases donde el esclavo constituía el escalón más bajo de la sociedad.

## Orígenes
Es un error aseverar que la mayoría de los esclavos en la antigua Roma se adquirían a través de las guerras, como parte de recompensas de guerra, en distintos momentos de la historia se obtuvieron más o menos esclavos a través de guerras, el mayor volumen de esclavos los producía la propia sociedad romana (de hijos de esclavos, de personas que cedían su ciudadanía y se vendían, de niños abandonados por sus padres, etc).[cita requerida]
Delante del templo de Pietas, estaba la columna lactaria, donde eran depositados, expuestos, es decir «ius exponendi», los bebés abandonados, es decir, los que el pater familias se negaba a reconocer, para que alguien los adoptara. Esto casi nunca ocurría, sino que los recogían personas que los convertían en esclavos si eran hombres, y en prostitutas si eran mujeres. Los niños inútiles, deformes o débiles eran eliminados. El niño adoptado tomaba el apellido del nuevo padre. Cuando una esclava tenía un hijo, era responsabilidad de su amo aceptarlo en la familia. Que lo matara si no era aceptado no estaba mal visto, aunque más tarde pudo llegar a tener un tipo de reprobación moral.

## Condición de esclavos, derecho y manumisión

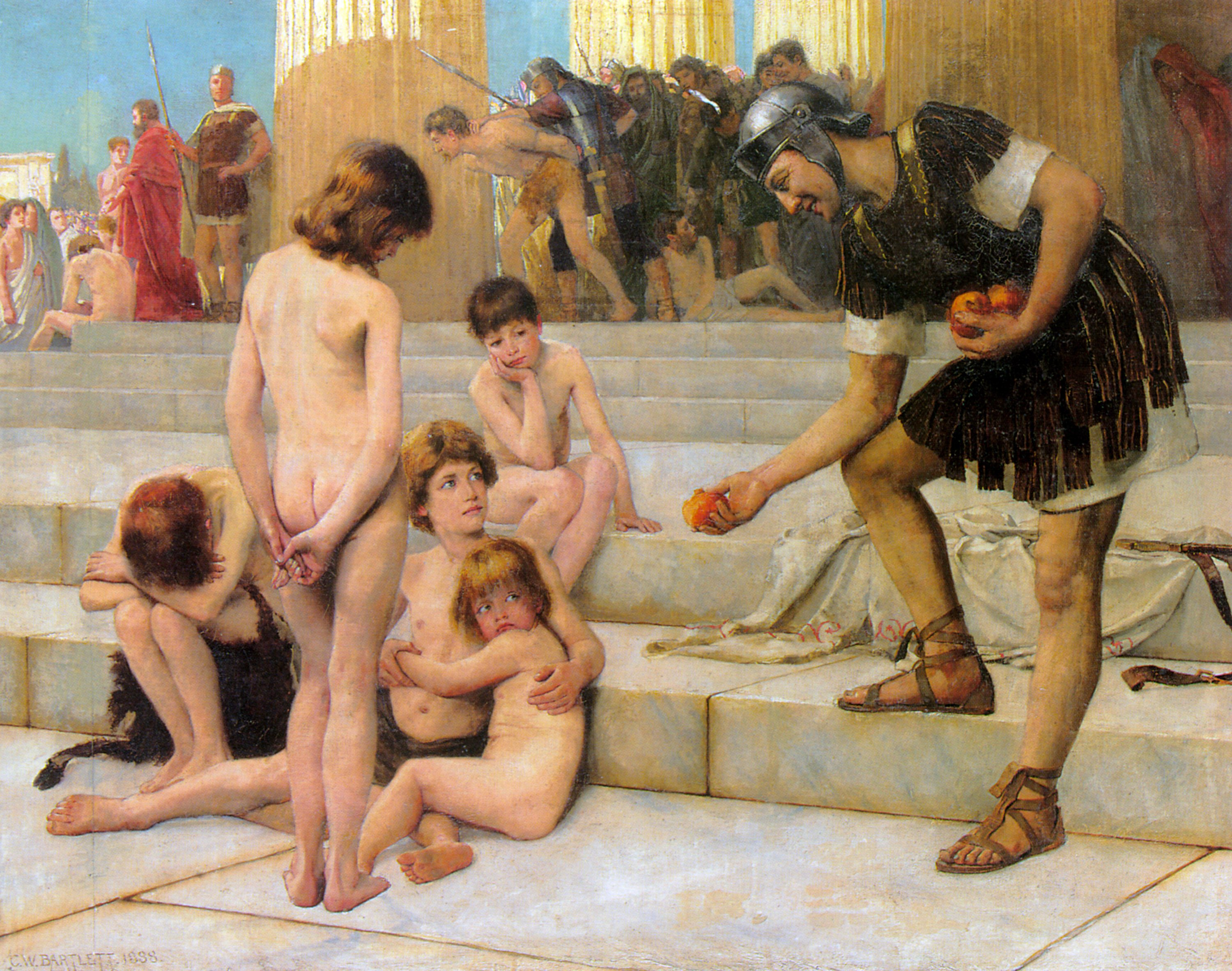
Esclavos en Roma

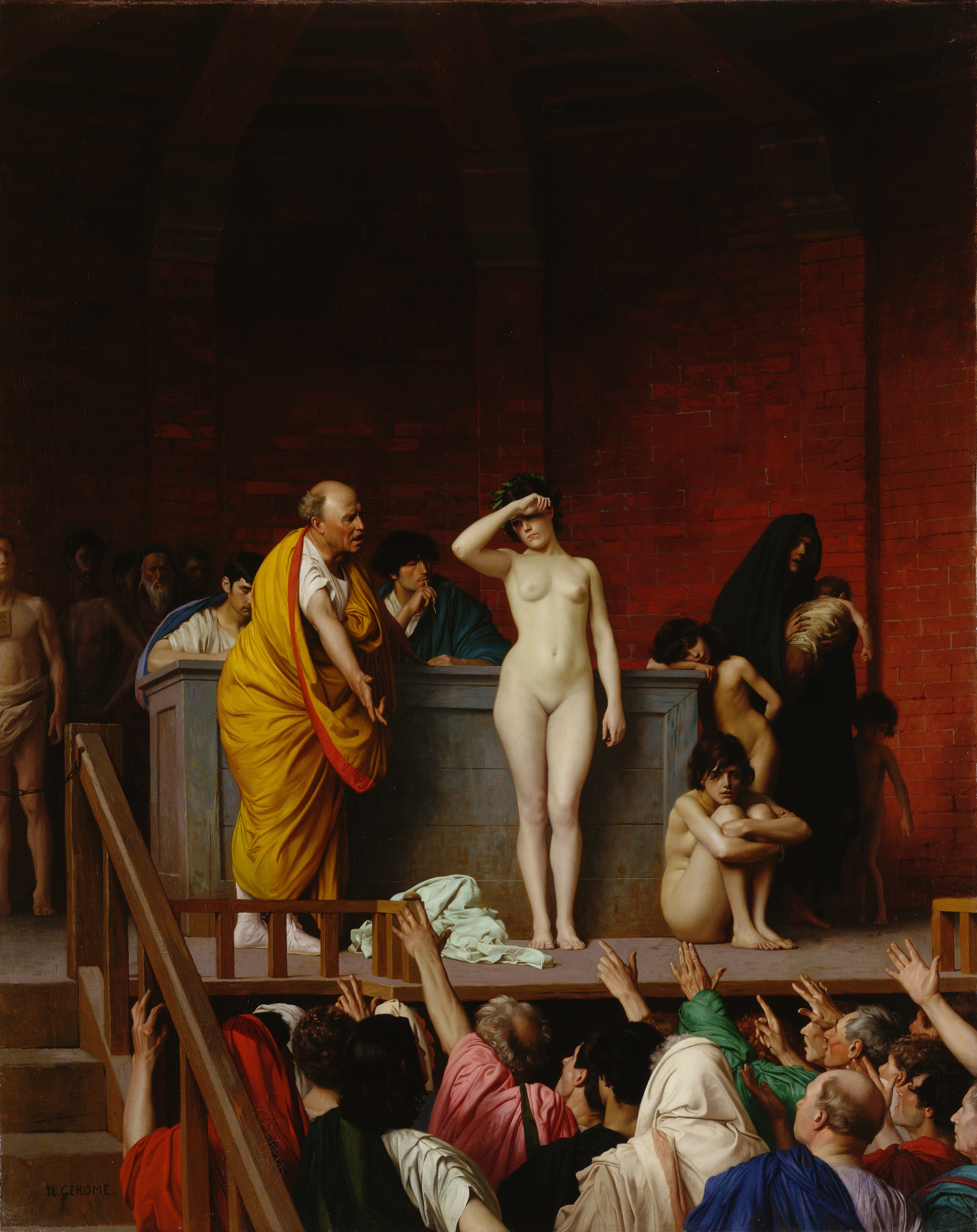
Mercado de esclavos en la antigua Roma, por Jean-Léon Gérôme

Los esclavos vivían una dualidad en su existencia, por un lado eran considerados personas, es decir, se les reconoce como humanos, pero por otro lado se les clasificaba como res, es decir, un bien parte del patrimonio del pater familias, por lo que podía ser valuado en dinero y ponerse a la venta.
Dentro del imperio, los esclavos eran vendidos en subasta pública o, a veces en las tiendas, o por venta privada para los esclavos más valiosos. La trata de esclavos era supervisada por los funcionarios fiscales llamados cuestores.
A veces los esclavos estaban expuestos en soportes rotativos, para ser mejor observados y junto a cada esclavo iba colgado para la venta un tipo de placa que describe su origen, la salud, carácter, inteligencia, educación, y otra información pertinente para los compradores. Para poder apreciar mejor sus cualidades y defectos siempre eran expuestos desnudos. Los precios variaban con la edad y la calidad, así los niños esclavos eran más baratos que los adultos, y entre estos últimos los más valiosos alcanzaban precios equivalentes a miles de dólares de hoy día. A modo de garantía, el concesionario del venalitius (vendedor de esclavos) estaba obligado a reemplazar con un esclavo nuevo dentro de los seis meses tras la compra, si el esclavo tenía defectos ocultos que no se manifestaron en la venta. Los esclavos puestos a la venta sin periodo de garantía estaban obligados a llevar una gorra en la subasta, y eran más baratos.
La vida como esclavo dependía en gran medida del tipo general de trabajo que se le asignaba, del que había una gran variedad. Para los esclavos, la asignación de las minas era a menudo una sentencia de muerte lenta. A los esclavos agrícolas generalmente les iba mejor, mientras que los esclavos domésticos de las familias ricas de Roma (familia urbana) probablemente disfrutaban del más alto nivel de vida de los esclavos romanos, junto a los esclavos de propiedad pública (servus publicus) que no estaban sujetos a los caprichos de un solo amo. A pesar de que su alojamiento y comida eran de una calidad notoriamente inferior a la de los miembros libres de la familia, puede haber sido comparable a la de muchos romanos libres, pero pobres. Esclavos domésticos se podían encontrar trabajando como peluqueros, mayordomos, cocineros, empleadas domésticas, enfermeros, maestros, secretarios y costureras. Esclavos con más educación e inteligencia podían trabajar en profesiones tales como la contabilidad, la educación y la medicina.
Los esclavos de ciudad solían tener familia y una gran autonomía. Podían lograr la libertad o manumisión de diferentes formas:
- Irónicamente, con su propia muerte, se les liberaba a veces, para que tuviera un entierro de persona libre, porque estaba expresamente prohibido colocarles lápida sepulcral.[3]
- Con la muerte de su amo, en cuyo testamento solían liberar a sus esclavos como muestra de generosidad. Cuando eran liberados de este modo, se les dejaba alguna propiedad o dinero.
- Comprando su libertad, ya que después de haber pasado años de intermediario de su amo en los negocios, podían ganar un peculio.
- Por declaración ante un magistrado. Amo y esclavo defendían su libertad ante un magistrado. Si era aceptada, se le ponía un bastón en la cabeza como señal de su libertad.

Muchos manumitidos permanecían en sus casas haciendo las mismas labores, aunque con mayor dignidad.
Los esclavos eran propiedad absoluta de su dueño. Carecían de personalidad jurídica, de bienes, y hasta de familia propia. El esclavo romano no tenía derecho al matrimonio, al parentesco - no podía ejercer la paternidad ni la maternidad - ni a la propiedad. Los hijos eran vendidos y separados de sus madres. Sin embargo, mediante la potestas, podía adquirir, para su amo, toda clase de propiedades e incluso solicitar un crédito, aunque no estaba facultado para obligarlo a asumir deudas en su nombre.
Después del siglo II, los esclavos tuvieron permitido casarse.
Ayudaban al amo a ponerse la toga, pues era una labor de gran complicación. Eran los encargados de recibir a los invitados, recogerles la toga y los zapatos y ofrecerles un baño caliente o un lavado de pies. Los más guapos y de mejores modales servían la comida vestidos de colores vivos, que contrastaban con sus cabelleras, con las que a veces sus amos se secaban. Los más agraciados servían el vino y cortaban los manjares mientras que los que limpiaban los platos y recogían las mesas iban peor vestidos. A cada invitado se le adjudicaba un esclavo servus ad pedes que permanecía a sus pies. Los que nacían como esclavos y eran educados, formaban una clase privilegiada entre la servidumbre. No se les permitía entrar a representaciones teatrales.
A los esclavos se les adjudicaban las tareas de acuerdo a su nivel cultural.

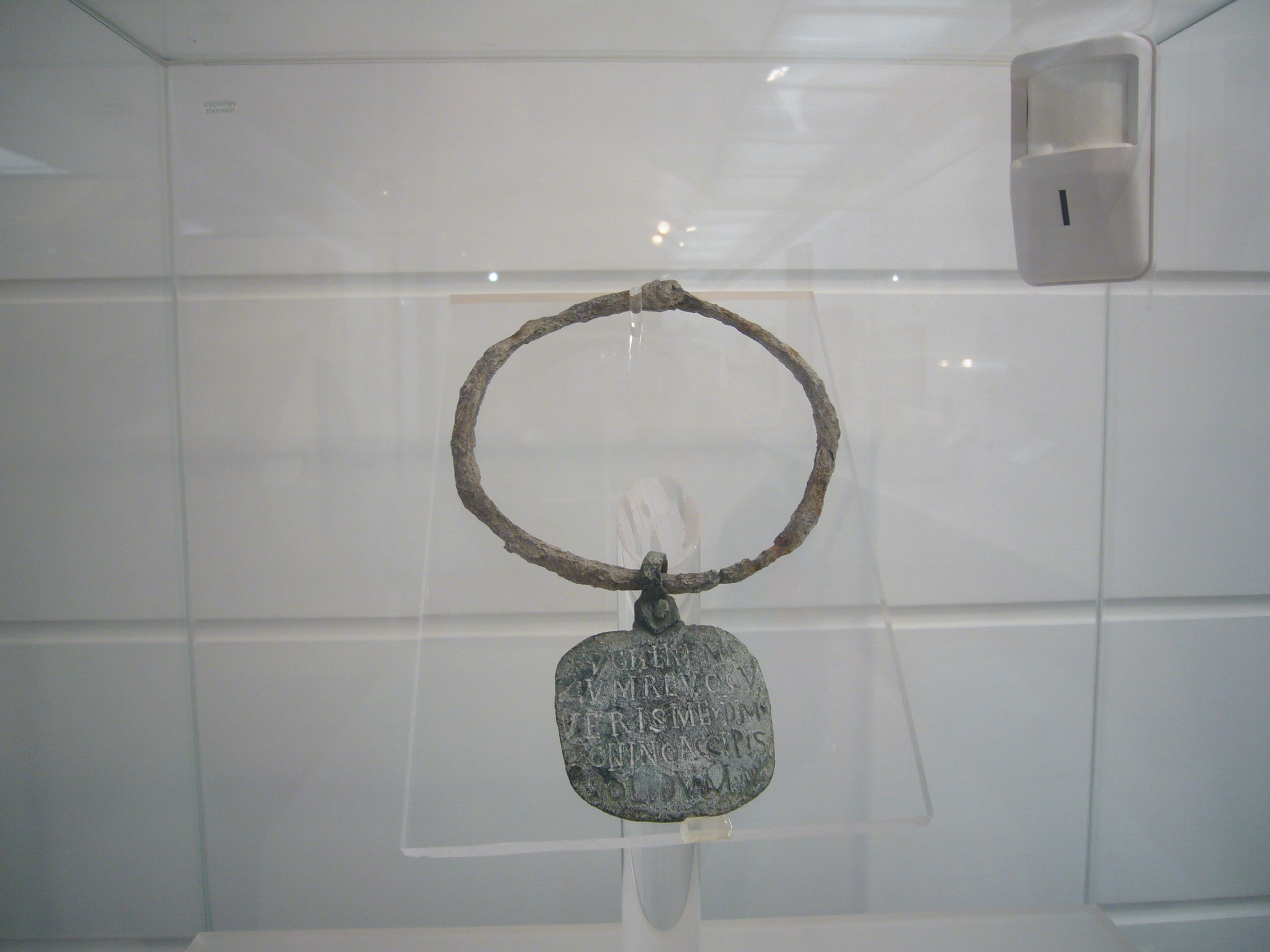
Collar de esclavo de hierro (siglos iv-vi). La inscripción de la placa de bronce solicita que se le detenga si se le encuentra fugitivo y su dueño, Zunino, recompensará con un sólido de oro: Fugi, tene me; cum revocaveris me D(omino) M(eo) Zonino accipis solidum.
Museo Nacional Romano

A los esclavos se les podía poner un collar con una placa en la que se leería, por ejemplo: Tene me ne fugia et revoca me dominum meum Viventium in Ara Callisti, que se traduciría como "Retenme para que no escape, y devuélveme a mi dueño, Vivencio, en la zona del Altar de Calixto".
El precio de un esclavo nos llega a través de Catón, y sabemos que era de promedio unos mil quinientos denarios, precio que subió a lo largo del siglo II a. C.
Algunos esclavos tenían la consideración de personas libres, bien por la humanidad de sus amos o por el trabajo intelectual que desarrollaban. Esto pasó con los esclavos procedentes de la Antigua Grecia, que en cierto modo el amo consideraba de mayor educación que la suya. Estos eran los que servían como secretarios, administradores o educadores. En el siglo III se redujeron las masas de esclavos y estos empezaron a valorarse casi como personas libres. El emperador Diocleciano era hijo de un esclavo que había comprado su libertad.
Los libertos fueron a partir del siglo VI según el emperador Justiniano I ciudadanos sin distinción alguna, procedentes de la esclavitud. Si no conservaban los lazos de fidelidad a sus casas eran llamados libertos ingratos. Ejercían mayoritariamente la labor de comerciantes o artesanos, y en menor medida de maestros romanos (ludi magister), gramáticos (encargados de la enseñanza secundaria), banqueros o médicos, que no tenían la remuneración.
La economía romana, como su sociedad, dependían del trabajo de esclavos, que eran fundamentales en los latifundios, minas e industrias. Esta economía aumentó a partir del siglo I a. C. gracias a las victorias de Julio César, que puso en subasta a aproximadamente un millón de esclavos durante la Guerra de las Galias (58-51 a. C.) En Delos, llegaron a subastarse hasta diez mil esclavos en un solo día.